# بكورية ذهبية
البكورية الذهبية نوع نباتي يتبع جنس البكورية من الفصيلة النجمية.